# Епархиальная библиотека Туниса
Епархиальная библиотека Туниса (араб. المكتبة الأسقفية بتونس‎, фр. Bibliothèque diocésaine de Tunis) — библиотека в Тунисе, расположенная в столице страны — городе Тунис. Подчиняется архиепархии Туниса и специализируется на религиозной литературе. Цель библиотеки — служить диалогу между религиями и культурами.

## История
Библиотека расположена в центре города, на улице Сиди-Сабер, и занимает первый этаж здания, где до 1999 года располагалась частная католическая школа. После закрытия школы архиепископ Туниса Фуад Туаль поручил священнику Франсиско Донайре проект библиотеки. В январе 2001 года библиотека была открыта.

## Современное состояние
Фонд епархиальной библиотеки насчитывает более 50 тысяч томов, посвящённых религии (в основном христианству, исламу и иудаизму, но также традиционным религиям Азии и Африки), культуре Туниса и гуманитарным наукам.
Первоначальный фонд включает книги из семинарии, закрытой в 1964 году (её здание было передано государству, в настоящее время там находится Национальная школа управления), а также книги из частной библиотеки священника Жана-Мари Гиймо.
В фонде библиотеки есть книги на разных языках: классических (древнегреческом, латинском, древнееврейском), арабском и нескольких современных европейских языках.
Библиотека сотрудничает с ассоциацией «Средиземноморское межкультурное партнёрство» (Франция) и организует тематические конференции.